# Угадайте, где сейчас мяч
Угадайте, где сейчас мяч (англ. Spot the ball) — традиционная рекламная кампания в газете, согласно которой нужно угадать местоположение убранного с картинки (изображающей матч, чаще всего — футбольный) мяча. Определить положение мяча нужно исходя из позиций игроков и их движению по полю.
Соревнование может быть классифицировано как пари, призовое соревнование или лотерея, в зависимости от его формы.
В Великобритании последняя крупная выплата была в 2004 году.